# Rangel Pestana
Francisco Rangel Pestana (Iguassu, 26 de novembro de 1839 — São Paulo, 17 de março de 1903) foi um jornalista, político e jurista brasileiro. Foi um importante político, tendo participação importante no Partido Republicano e na imprensa, sendo um dos fundadores do jornal O Estado de S. Paulo.

## Biografia

### Primeiros anos
Filho de João Jacinto Pestana, um imigrante da Ilha da Madeira, e de Dona Luisa Rangel Pestana, nasceu em Iguassu, a atual Nova Iguaçu, na Província do Rio de Janeiro, no dia 26 de novembro de 1839. Após iniciar os estudos na cidade natal, fez o ensino secundário no Colégio Curiáceo e no Colégio Pedro II, no Rio de Janeiro. Foi para São Paulo no início de 1857, visando entrar na Faculdade de Direito de São Paulo, o que consegue em 1859, aos 19 anos. Se forma em 1863.

### Início no jornalismo e nas ideias republicanas
Durante o Império, entretanto, seguiu outra carreira: a de Jornalista. Antes mesmo de deixar a Faculdade de Direito, foi redator do jornal O Lírio, participou ativamente da fundação do jornal Timbira e também participou de outros periódicos, como Futuro e Época. Em 1868, funda o Clube Radical, que seria um ancestral do Partido Republicano.
Após se formar, volta a morar no Rio de Janeiro para tentar ser promotor, sem sucesso. Lá, Zacarias de Góis e Vasconcelos, o Conselheiro Zacarias, o convidou para ser redator do Diário Oficial. Em 1866, se junta aos amigos Henrique Limpo de Abreu e Monteiro de Souza, o jornal Opinião Liberal, e em 1868, cria o Correio Nacional, não tendo seus interesses satisfeitos por nenhum dos periódicos. Foi signatário do Manifesto Republicano em 1870, que foi publicado no jornal A República - fusão dos periódicos anteriores - e defendia ideias nos seus jornais que se tornariam parte do programa republicano, como a descentralização, substituição do trabalho escravo pelo trabalho livre, ensino livre, sufrágio direto, o cargo de senador temporário - na época, era vitalício - e a independência da magistratura.

### Em São Paulo
Em 1871, casou-se com Damiana Quirino dos Santos, filha do capitão Joaquim Quirino dos Santos. Eles tiveram treze filhos.
Voltou para a província de São Paulo na década de 1870, para a cidade de Campinas, onde abre um escritório de advocacia e a Escola do Povo, iniciativa de cursos gratuitos - ele defendia o ensino público e a educação feminina. Também passa a dar aulas de retórica e português no Colégio Americano Internacional Morton em 1874. Não abandonou o jornalismo, escrevendo para a Gazeta de Campinas. Se torna redator chefe do A Província de S. Paulo, jornal de tendências republicanas, após sua criação em 1875, sendo considerado um dos fundadores deste jornal por fazer parte de sua sociedade gestora. Passa a dar aulas também no Colégio Florence e em 1876, cria, junto com sua esposa Damiana, uma escola secundária voltada a meninas, o Colégio Pestana, que acaba fechando em 1879 por dificuldades financeiras.
Em 1882, passa a ser o maior cotista da sociedade gestora do A Província de S. Paulo. Se torna deputado provincial de São Paulo pela primeira vez. Após idas e vindas de investidores, em 1888 a propriedade do jornal fica com Rangel Pestana & Cia. e Júlio Mesquita.
Em 1884, foi eleito pela primeira vez para o cargo de deputado representando o Rio de Janeiro.

### República

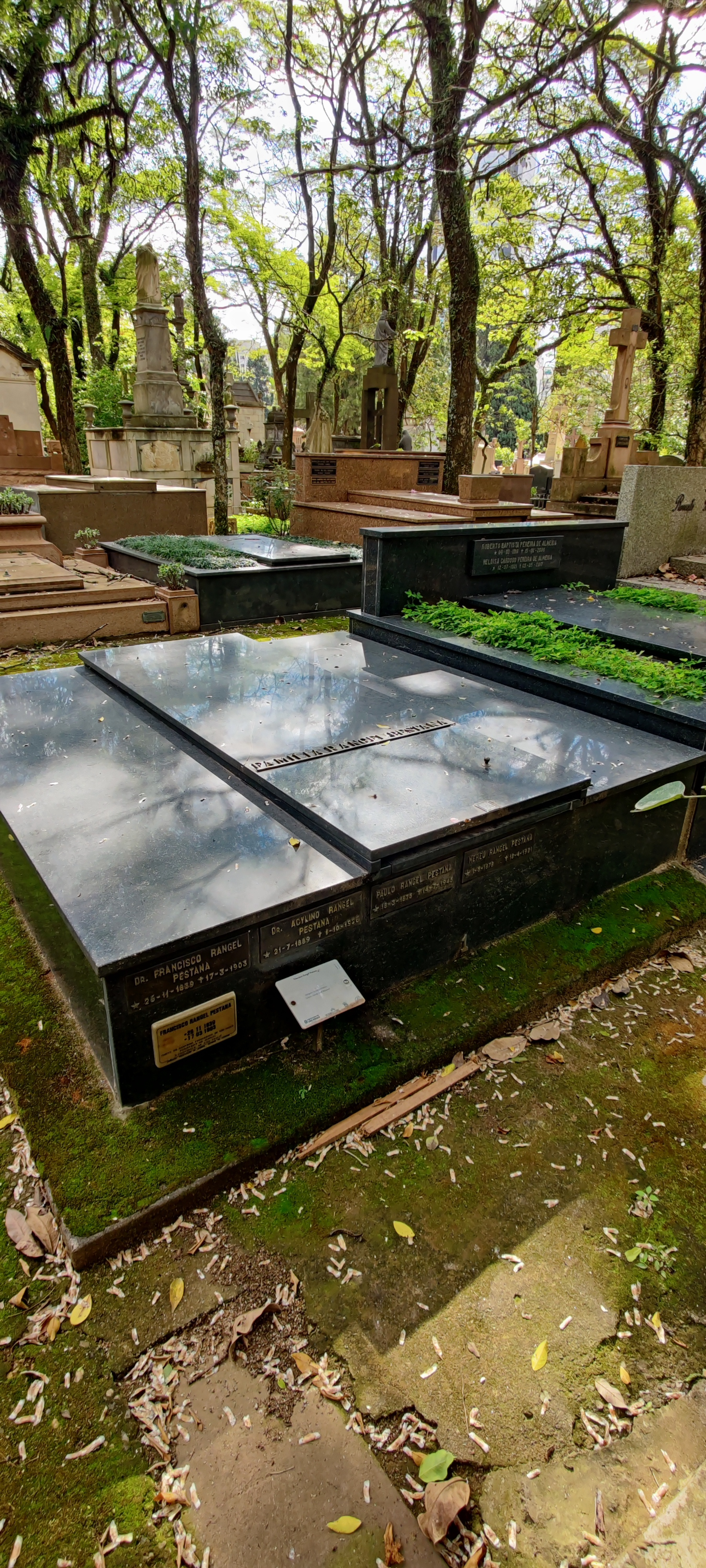
Túmulo de Francisco Rangel Pestana no Cemitério da Consolação (2022)

Com a chegada da República, Francisco passou a dirigir a província de São Paulo em um breve triunvirato em que também faziam parte Prudente de Morais e o coronel Joaquim de Sousa Mursa. Em 1890, o Governo Provisório o nomeou como membro da comissão encarregada de elaborar o projeto e a Constituição da República, o que o leva a Petrópolis e o afasta do A Província de S. Paulo, que devido as mudanças políticas havia sido recém renomeado para O Estado de S. Paulo, deixando o jornal para Júlio Mesquita, orientando as diretrizes a distância.
Foi eleito Senador por São Paulo, ficando no cargo entre 1890 e 1892, tendo sido signatário da Constituição de 1891. Se afasta do O Estado de S. Paulo, vendendo sua participação, após se desiludir com os rumos da república, o que só piora com a dissolução do Congresso Nacional pelo Marechal Deodoro da Fonseca. Seu futuro sucessor, Floriano Peixoto, indica Rangel para ministro do Supremo Tribunal Federal, o que ele recusa.
Foi eleito novamente ao Senado em 1893, mas perde o cargo após aceitar o cargo de vice-presidente do Banco da República do Brasil, oferecido por Deodoro. Este banco, resultado da fusão do Banco do Brasil de 1808 e do Banco da República dos Estados Unidos do Brasil, equivale ao Banco do Brasil atual, tendo voltado a usar o nome em 1906. Em 6 de setembro de 1893 ele assume a presidência do banco interinamente, ficando novamente no cargo entre janeiro e abril de 1894 e entre abril de 1894 e setembro de 1895.
Foi eleito vereador e voltou para São Paulo, em 1896, fixando sua residência definitivamente na cidade. Foi eleito deputado federal pelo Rio de Janeiro em 1899, tendo sido reeleito em 1900 e 1901. Em 1902, se torna vice-presidente do Rio de Janeiro e consegue uma vaga no Senado Federal.
Rangel acabaria falecendo no dia 17 de março de 1903 na cidade de São Paulo.